# Újezd (okres Olomouc)
Obec Újezd (německy Augezd) se nachází v okrese Olomouc v Olomouckém kraji. Leží na Hané, zhruba 4 km východně od Uničova. Obec se rozkládá okolo říčky Tepličky a má železniční stanici na trati Olomouc–Šumperk (č. 290). Žije zde přibližně 1 500 obyvatel.

## Části obce
Újezd se skládá ze tří částí, které leží v jediném k. ú. Újezd u Uničova:
- Újezd
- Haukovice
- Rybníček

## Historie
První písemná zmínka o obci pochází z roku 1280. Až do roku 1850 patřila do šternberského panství, poté se stala samostatnou obcí v soudním okrese Uničov (politický okres Litovel, od roku 1909 politický okres Šternberk). Šlo o větší, převážně německou obec (např. v roce 1930 zde žilo celkem 1258 obyvatel, z toho 1089 Němců) s rozvinutým zemědělstvím. Fungovaly zde také tři mlýny, dále např. rolnická záložna, družstevní mlékárna nebo spolek Casino. Roku 1873 byl Újezd napojen na železniční trať Olomouc–Šumperk a v roce 1913 byla obec elektrifikována.
Po roce 1938 se Újezd stal součástí Sudet, po válce byli jeho původní obyvatelé vysídleni a vesnice byla dosídlena z vnitrozemí, zejména ze střední Moravy a Slovácka, ale také třeba volyňskými Čechy. Roku 1960 se stala součástí okresu Olomouc a byly k ní jako její místní části připojeny Haukovice a Rybníček, do té doby samostatné obce.

## Pamětihodnosti
- farní kostel svatého Jana Křtitele
- kaple Svaté rodiny v Haukovicích
- kaple sv. Floriána v Rybníčku